# Cuarto Real de Santo Domingo
El Cuarto Real de Santo Domingo es un antiguo palacio de época almohade (Dar al-Bayda), situado en la ciudad española de Granada, comunidad autónoma de Andalucía, y ubicado en la actual calle Cuesta de Aixa, junto a la cerca que cerraba el barrio del Realejo, llamado «Rabad al-Fajjarin», en la Granada musulmana. Estaba localizado en la llamada Huerta Grande de Almanxarra que comprendía un área de huertas con un jardín y diversas edificaciones entre las que destacaba una qubba o salón de protocolo, ubicada dentro de un torreón de la muralla del arrabal de los Alfareros.

## Historia
Su historia está muy ligada al barrio del Realejo, conocido como rabad al-Fajjarin, «arrabal de los alfareros», durante la etapa islámica de Granada. Durante el Reino zirí y la dominación almorávide este barrio no albergó muchos cambios debido a que los palacios reales se ubicaban en el barrio del Albaicín. Sin embargo, debido a la expansión demográfica durante el Imperio almohade, este barrio se fue poblando y los arrabales alfareros se fueron trasladando hacia un extremo. Una vez implantado el Reino nazarí de Granada, su segundo emir Muhammad II (1273-1302) mandó erigir una muralla que protegiera todo este barrio alfarero. El adarve de esta muralla se aprovechó para construir una almunia y en uno de sus torreones una qubba, salón de recepciones o del trono, perteneciente a la familia real nazarí. Esta zona era denominada por los nazaríes como Huerta Grande de la Almanxarra (Ŷannat al-Manŷara al-Kubrà).
Tras la conquista de Granada en 1492, la sultana Aixa lo vendió a los Reyes Católicos, quienes se lo cedieron a la Orden de los dominicos con el objetivo de fundar el futuro convento de Santa Cruz la Real. La qubba estaba precedida por un pórtico con una fuente y una alberca octogonal, distribución que se mantuvo prácticamente, según los diversos testimonios gráficos y literarios que han llegado hasta la actualidad, hasta mediados del siglo XIX con la Desamortización de Mendizábal. Su adquisición por propietarios privados tras la desamortización provocó que el edificio fue sufriendo innumerables mermas, debido especialmente a la construcción de viviendas privadas en su interior que conllevó la destrucción del pórtico y las fuentes. El jardín antiguo se cubrió con otro más moderno y la qubba fue modificada y reutilizada como salón de la casa. Asimismo, durante el siglo XX continuaron algunas remodelaciones como la sustitución de una terraza abierta por un mirador cubierto y, desde 1966, por una pérgola de hormigón.
Finalmente, el Ayuntamiento de Granada lo adquirió a sus propietarios en 1990 y un lustro después comenzaron los primeros trabajos para conocer la distribución original del palacio. Dichas excavaciones permitieron conocer las cimentaciones del pórtico, la alberca y los andenes del jardín. En 2001 comenzaron las tareas de restauración con la cubierta que se reconstruyó debido al gran deterioro que presentaba desde su última puesta en valor durante el siglo XVIII. Asimismo, el edificio fue reforzado con zunchos de madera anclados a los muros para recuperar la disposición primigenia del monumento. Las ricas yeserías del siglo XIII sufrieron un elaborado y minucioso proceso de recuperación en la que se eliminaron gruesas capas de cal y añadidos de comienzos del siglo XX, mientras que se protegieron con escayola las partes desaparecidas. Este proyecto restaurador fue dirigido por los arquitectos Antonio Orihuela Uzal y Antonio Almagro Gorbea, en el que además se eliminó parcialmente el edificio del siglo XIX que lo ocultaba.

## El edificio

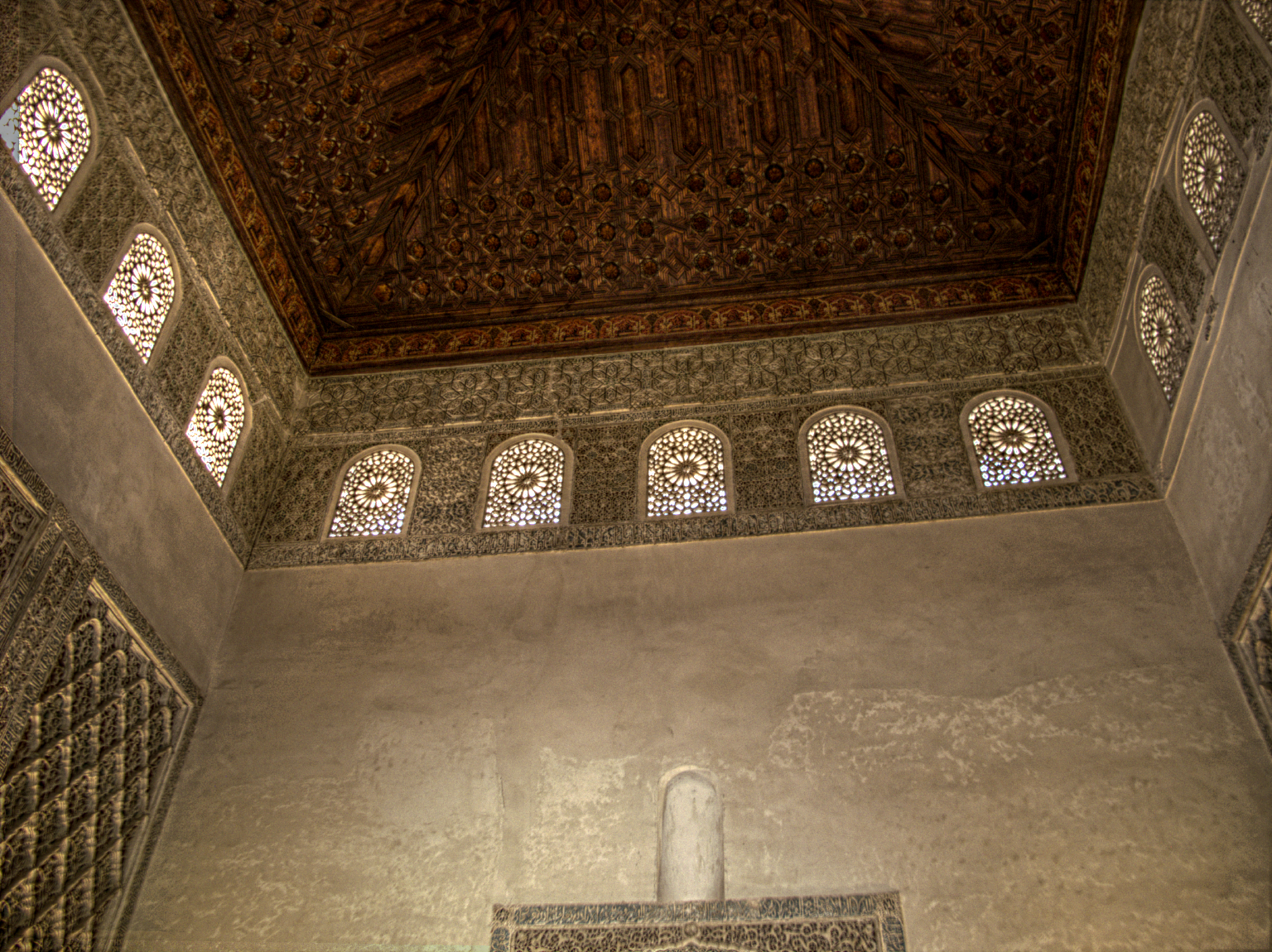
Interior de la Qubba del Cuarto Real de Santo Domingo, Granada, España

Construido sobre el adarve de la muralla que rodeaba el barrio de El Realejo, es de los pocos testimonios de arquitectura residencial del siglo XIII en Granada.
Desde un punto de vista arquitectónico, fue el modelo que siguieron los palacios de La Alhambra (Comares, Generalife), y otros como el Alcázar Genil.
En obras de James Cavanagh Murphy, aparecen ilustraciones del Palacio, en concreto del pórtico que antecedía al Salón Regio, que contaba con cinco arcos separados por columnas pareadas. Del estanque o alberca que había delante del pórtico, sólo se conserva la fuente.
La construcción presenta una planta tripartita, con un salón central y dos alcobas laterales. 
Su entrada se realiza a través de un gran arco de medio punto con estrellas de ocho puntas. Las jambas se cubren con mármol, zócalos de alicatados, azulejos de reflejo metálico y friso de mocárabes.
La alcoba del lado izquierdo presenta ventana al exterior y techo plano de obra y la derecha, de idénticas características, conserva aún los estrados a ambos lados, y se comunica con el resto de la casa mediante una puerta.
Al pasar la propiedad a manos privadas en la segunda mitad del siglo XIX, la qubba quedó rodeada por las nuevas edificaciones de una vivienda que provocaron la desaparición del pórtico, de la fuente y de la alberca. El antiguo jardín se enterró subiéndose su nivel y dando paso a otro nuevo.
Actualmente se mantiene el torreón o qubba, con sala de doble altura, similar al Salón de Embajadores de la Alhambra, con arco de entrada con impostas de mocárabes, sobre el que hay una ventana geminada. Tiene arcos laterales con balcones de madera, arcos de yesería al frente, con celosías y zócalo de azulejos vidriados, en colores verde y azul.

## Galería

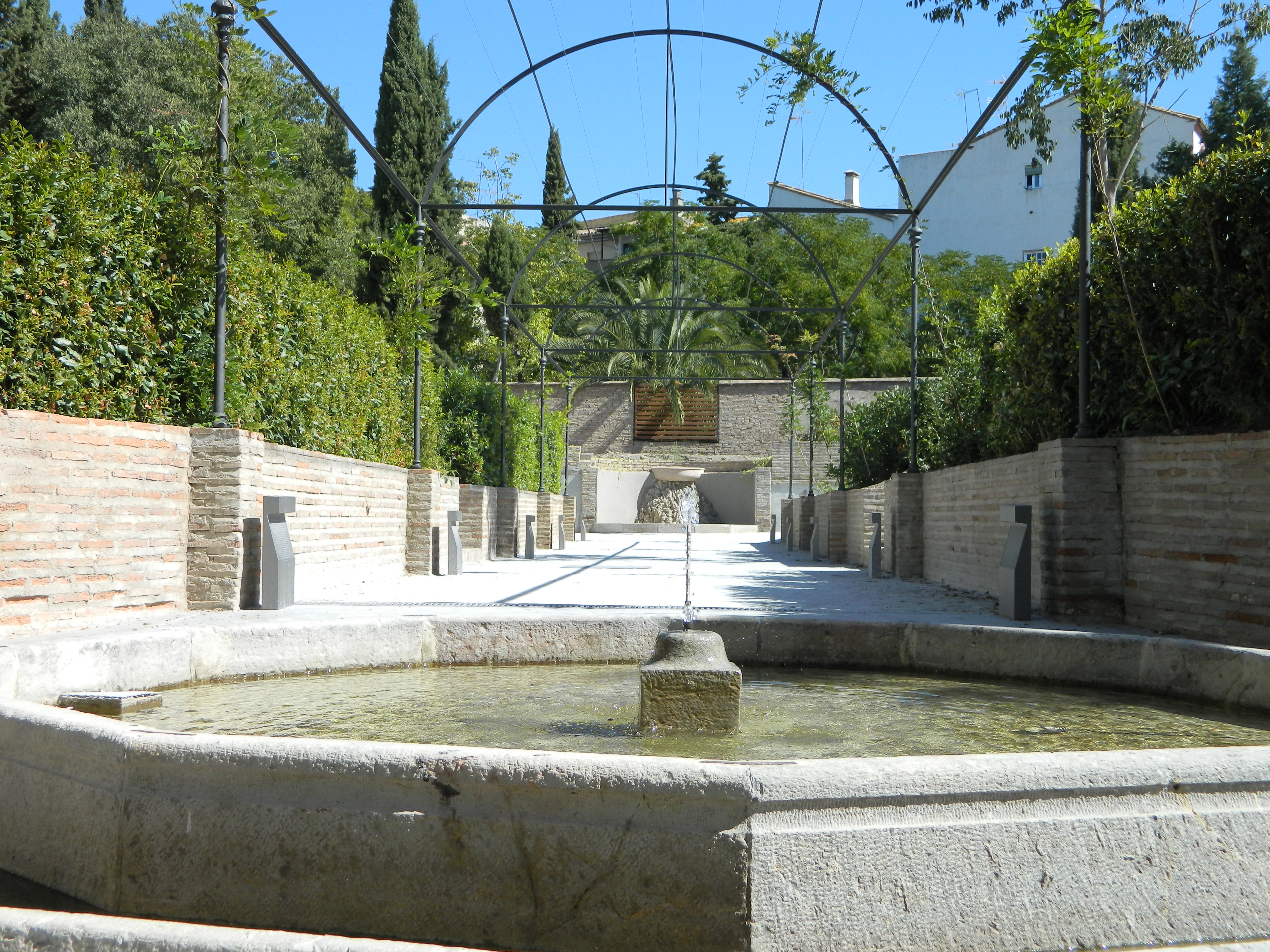
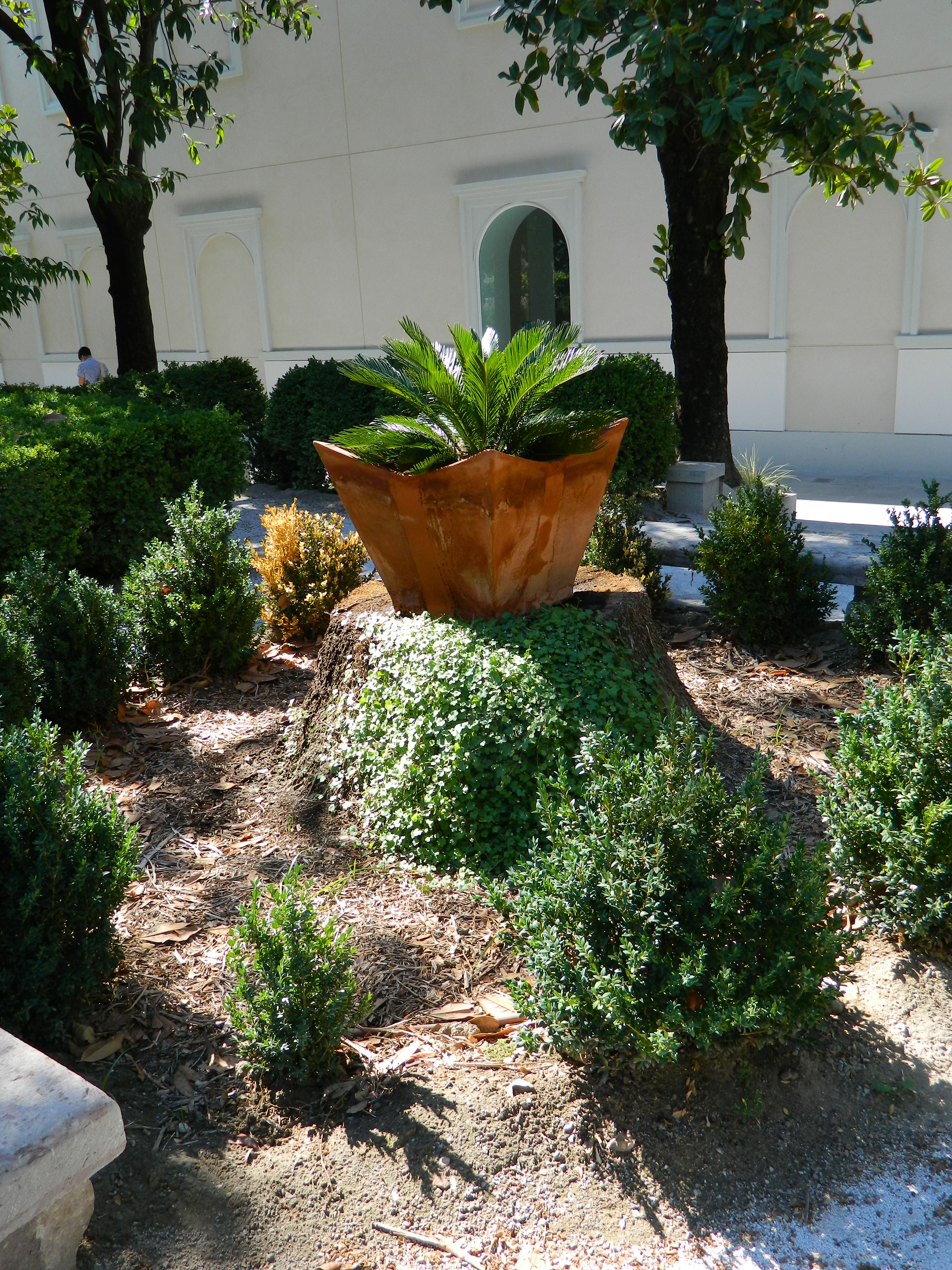
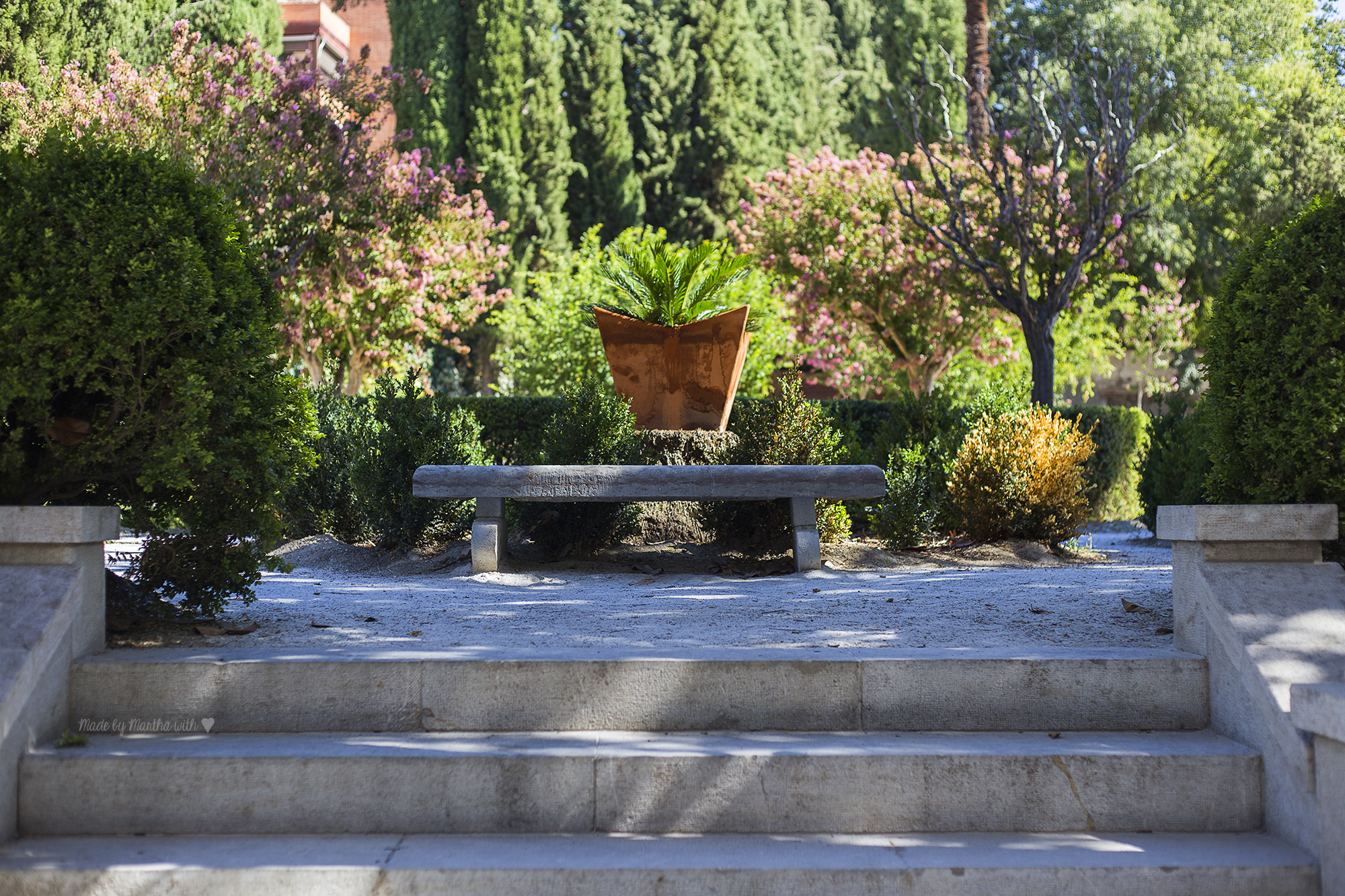
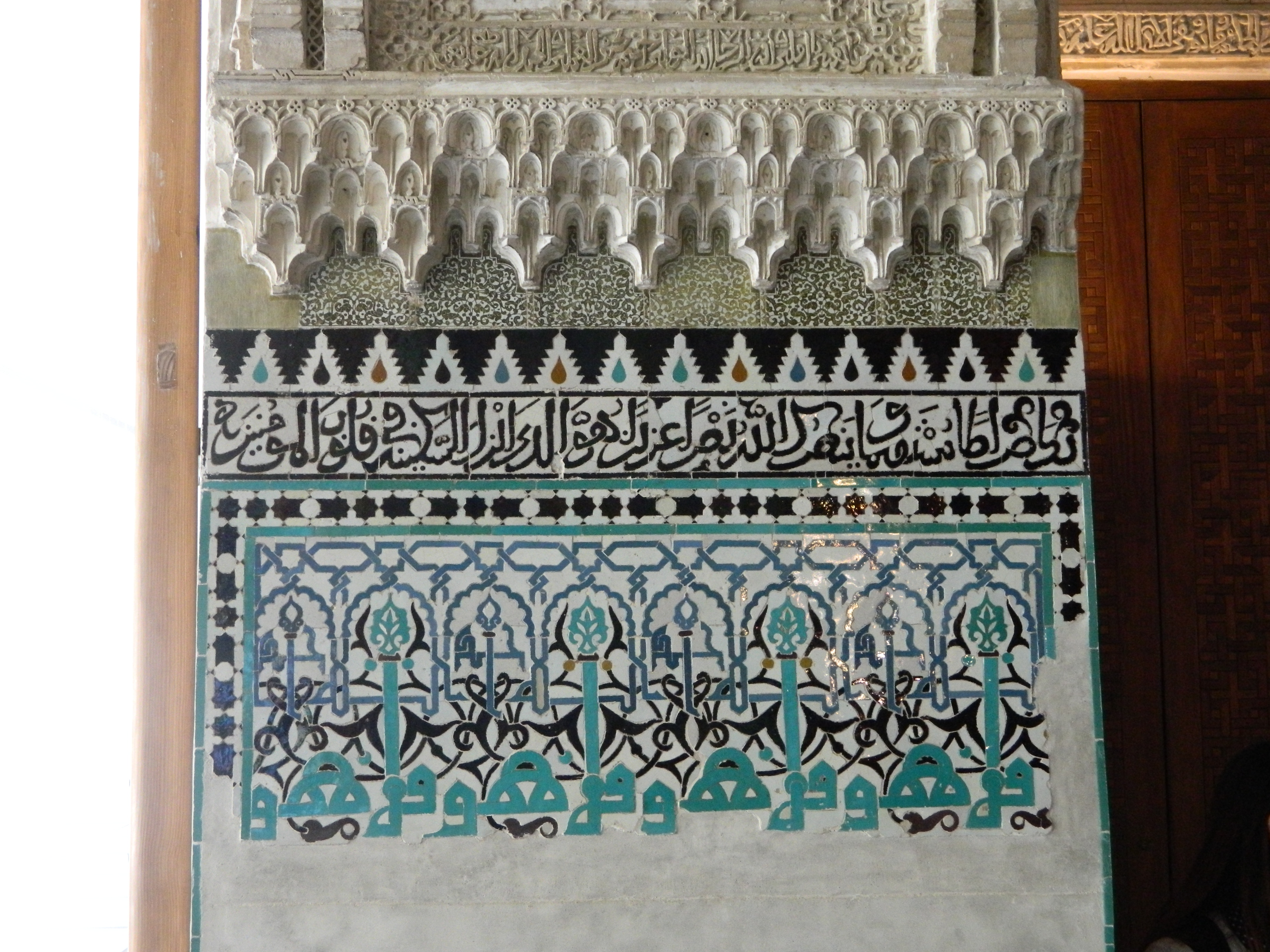
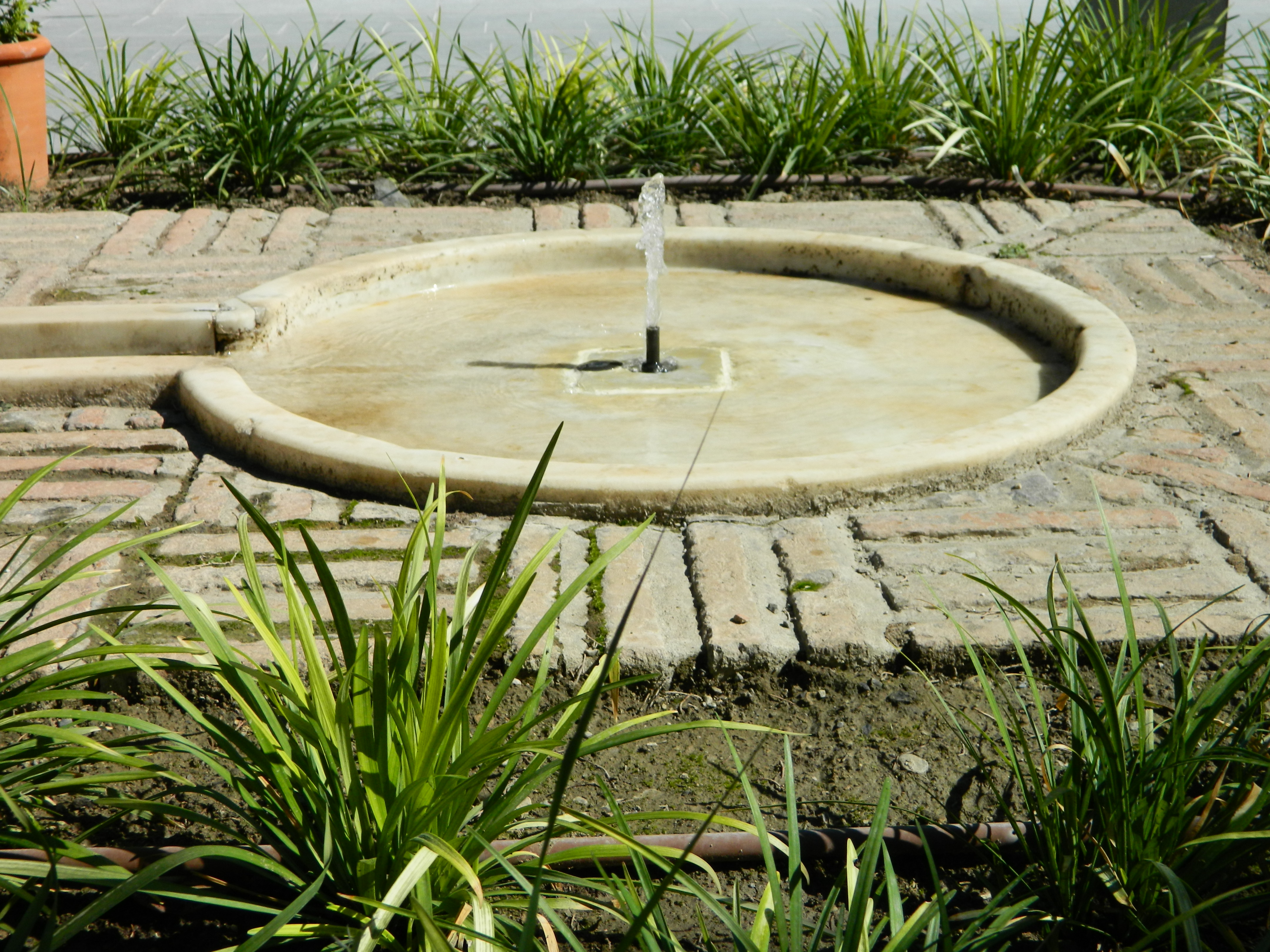
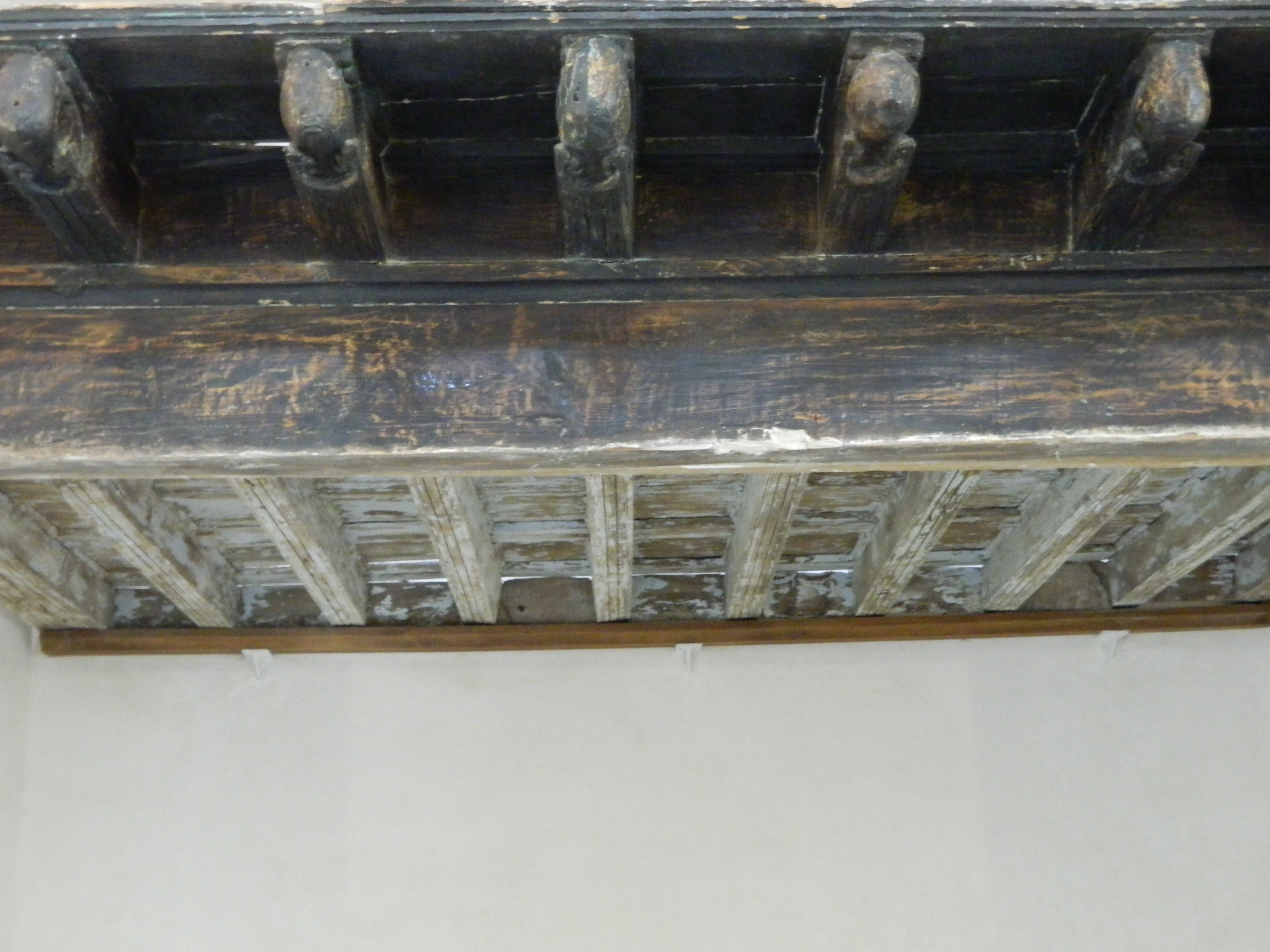
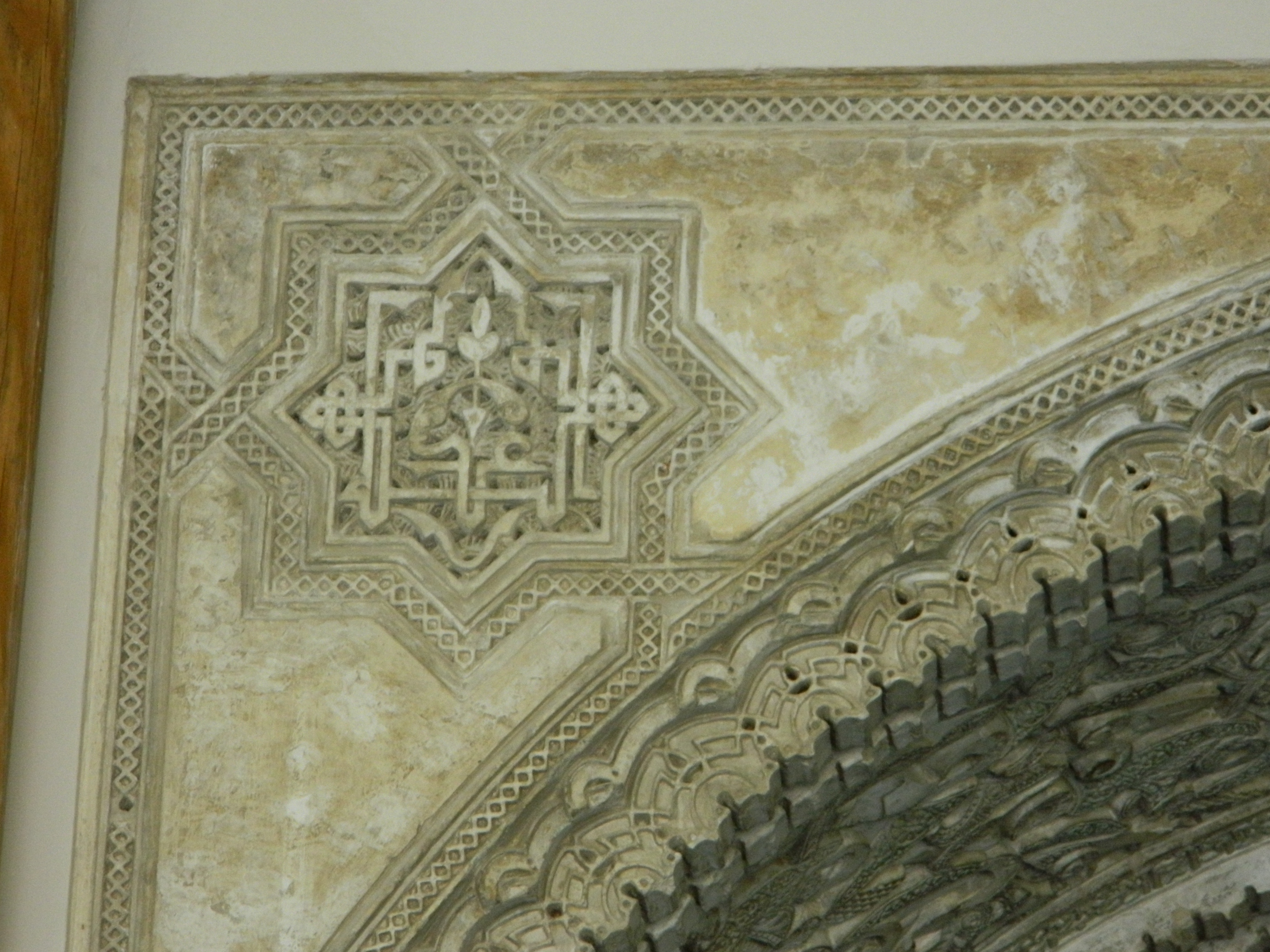
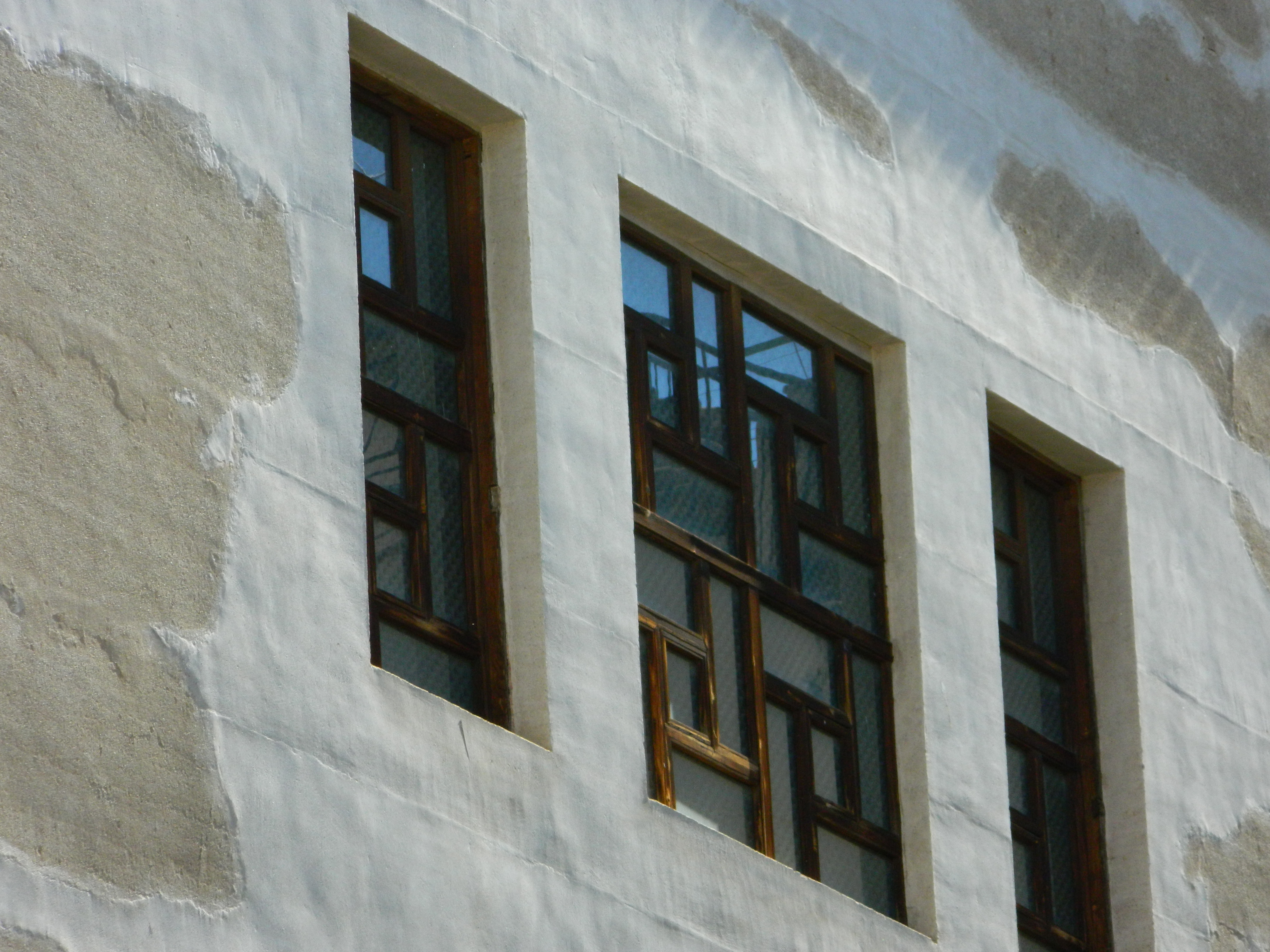
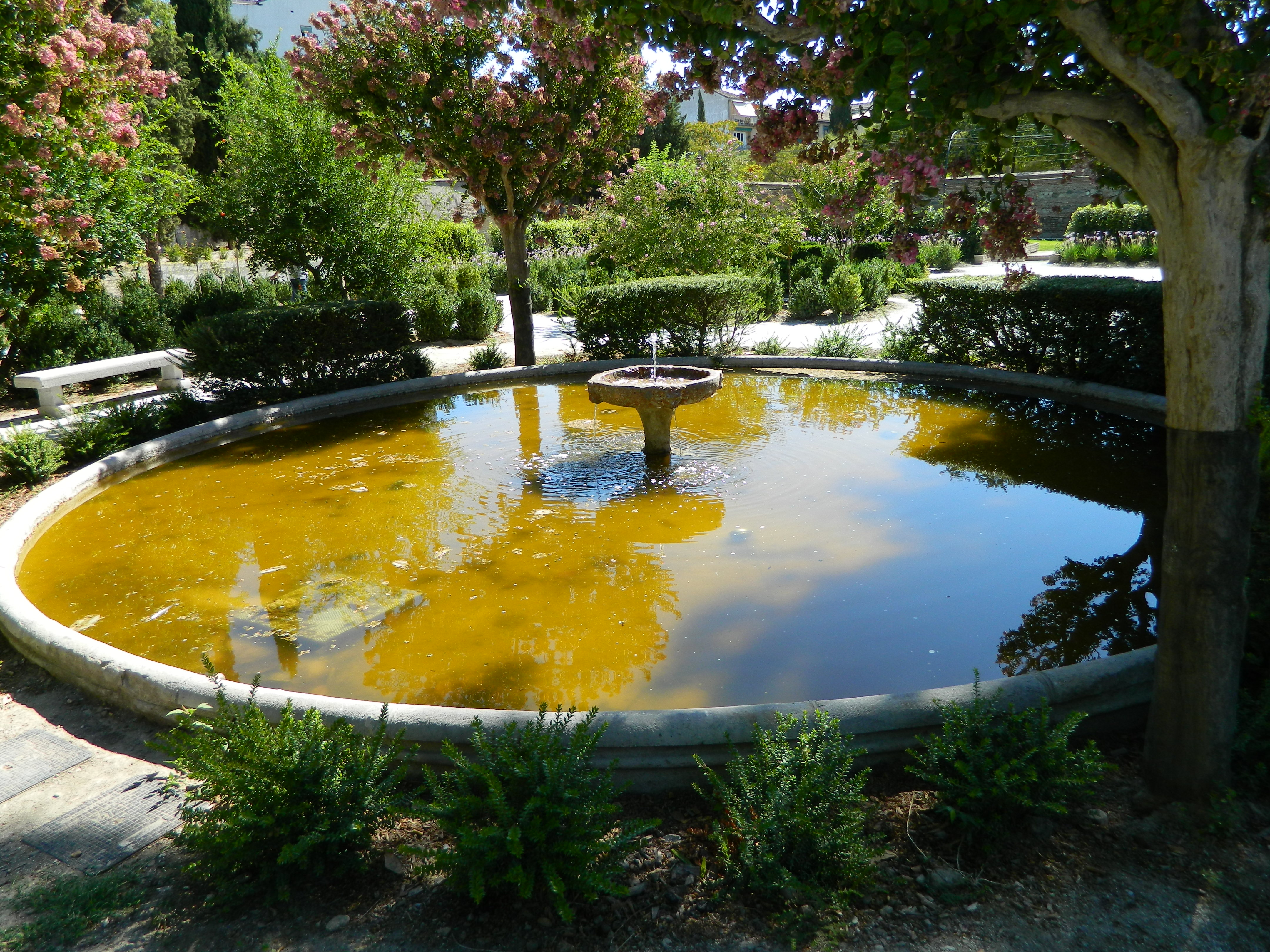
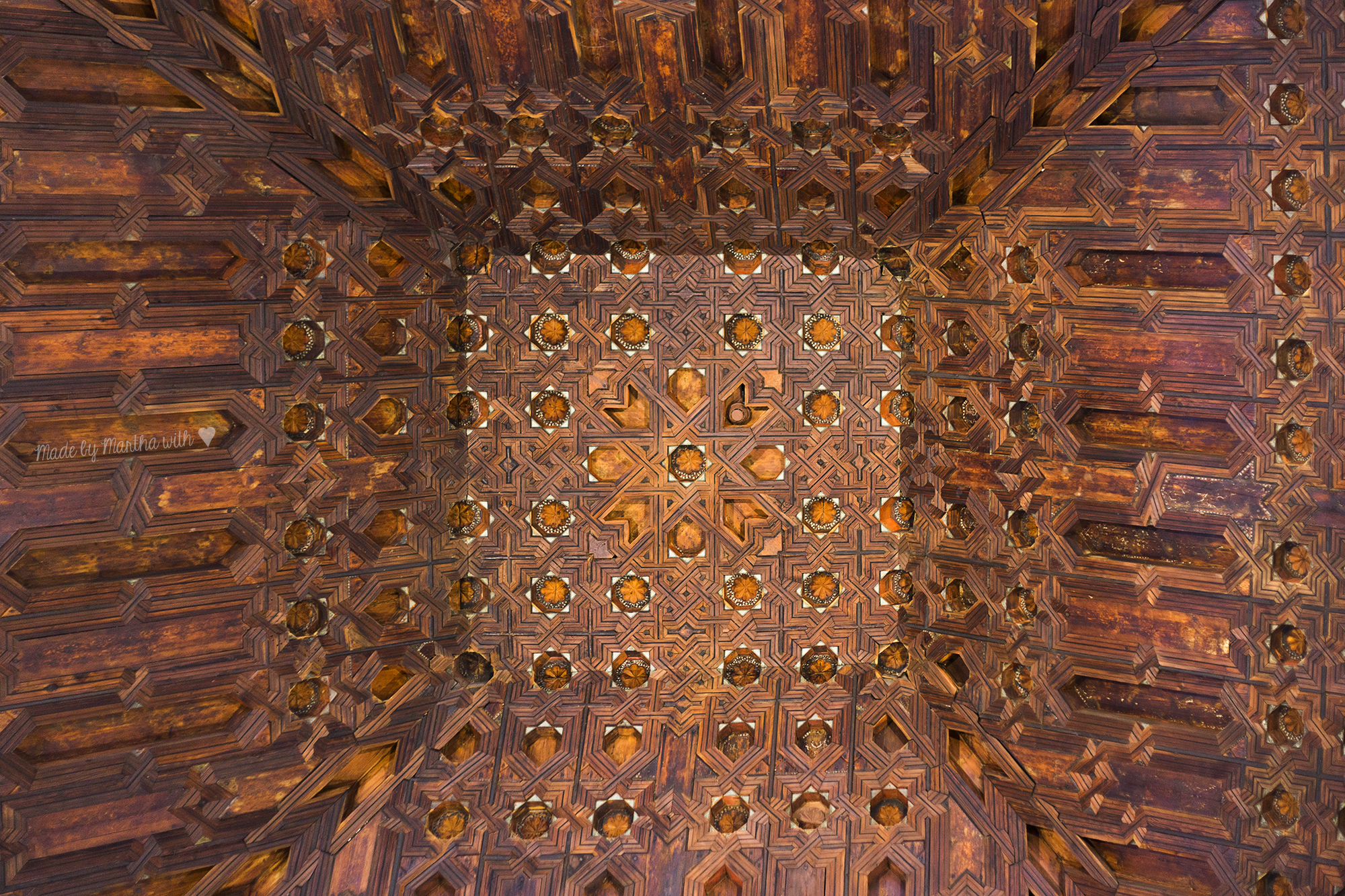
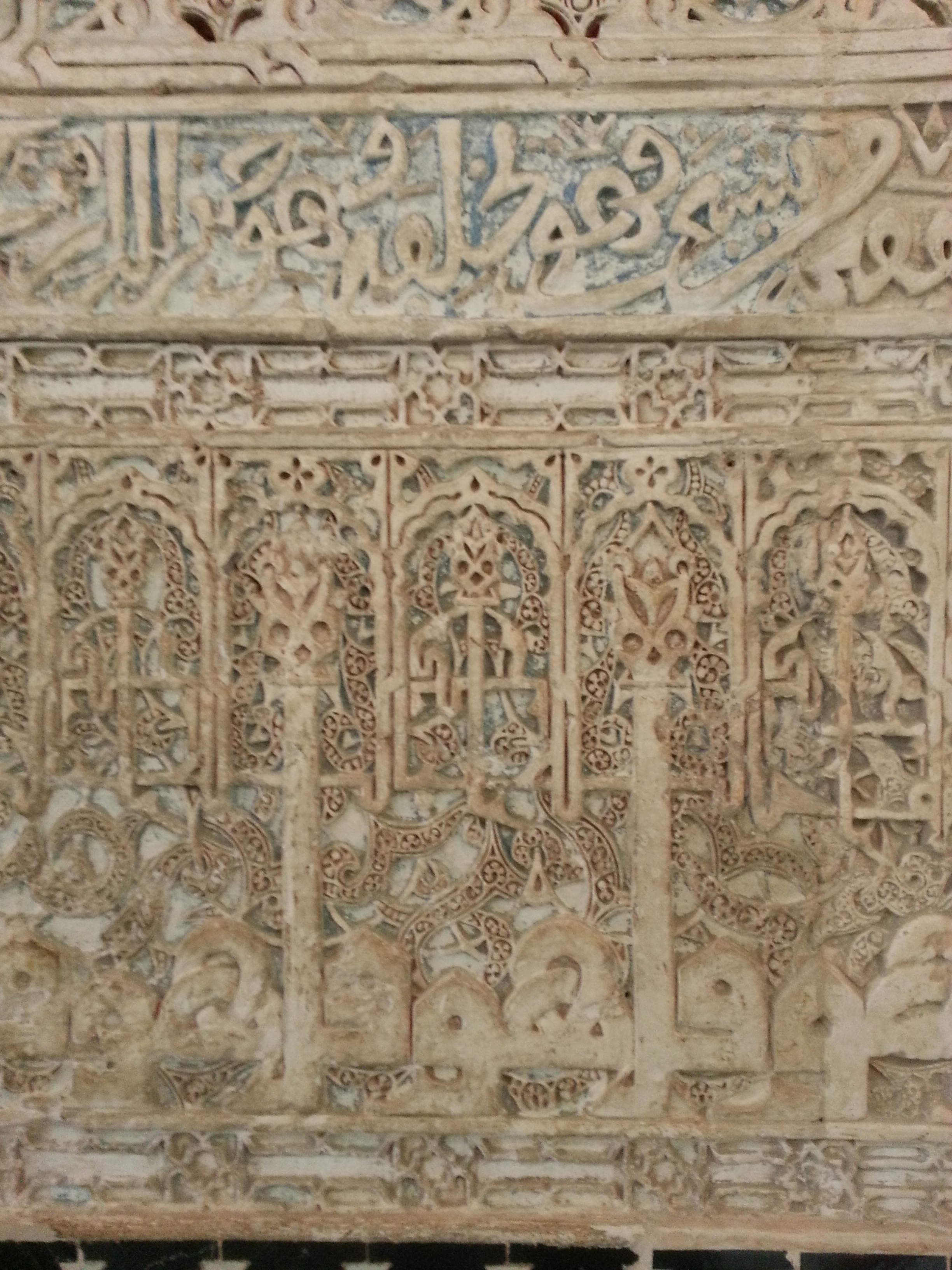